# Bank of America Tower (Jacksonville)
Bank of America Tower je 42 patrový mrakodrap v Jacksonville. Se svojí výškou 188 m je nejvyšší budovou ve městě a 9. nejvyšší ve státě Florida. Byl dokončen v roce 1990 podle návrhu společnosti Murphy/Jahn, Inc. Architects.